# جون ميتكالف (أمين مكتبة)
جون ميتكالف (بالإنجليزية: John Metcalfe)‏ هو أمين مكتبة أسترالي، ولد في 16 مايو 1901 في بلاكبرن في المملكة المتحدة، وتوفي في 7 فبراير 1982 في كاتومبا في أستراليا.